# Smack!
Smack! è il primo album della cantante italiana Carlotta, pubblicato nel 2000.

## Tracce
1. Frena
2. Baciami adesso
3. Gira girasole
4. Sette lavatrici
5. Occhio al temporale
6. Per amore
7. Mi mandi in estasi
8. Radiofonica
9. Parlami specchio
10. Tu mi fai vivere
11. Mi chiamano Candy
12. Frena (reprise)